# Geozentrisches Koordinatensystem

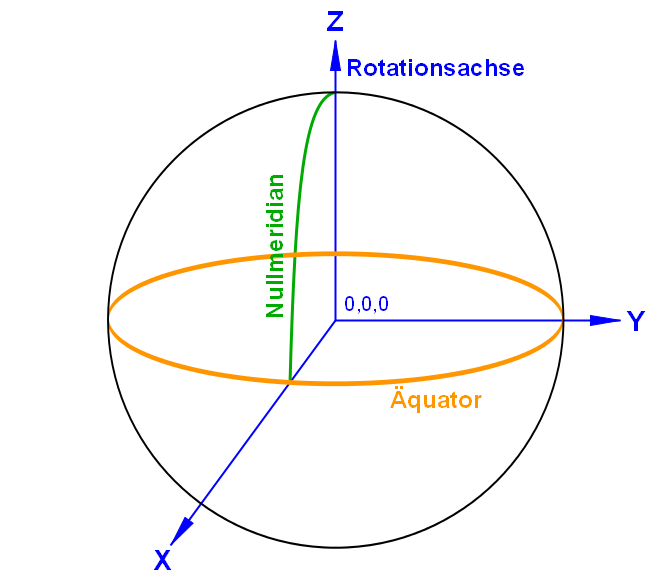
Geozentrisches Koordinatensystem

Das geozentrische Koordinatensystem ist ein dreidimensionales rechtwinkliges kartesisches Koordinatensystem mit den Koordinaten X, Y und Z. Sein Koordinatenursprung (0,0,0) liegt im Massenmittelpunkt des jeweils als Modell der Erde gewählten Referenzellipsoids.
Die Z-Achse verläuft entlang der mittleren Rotationsachse der Erde. Sie wird vom Internationalen Dienst für Erdrotation (IERS) als IERS-Referenz Pol (IRP) festgelegt, somit werden die aktuell exakten Polbewegungen ignoriert. Die X-Achse verläuft auf der Höhe des Äquators durch den Nullmeridian (Greenwich). Folglich verläuft die Y-Achse, da sie im rechten Winkel zu den anderen beiden Achsen steht, in Höhe des Äquators nach Osten.
Die Koordinatenachsen bilden ein Rechtssystem, das sich mit der Erde dreht. So bleibt in ihm der Abstand eines Punktes von einem bestimmten Ort auf der Erdoberfläche immer gleich.
Im Bereich der Satellitennavigation wurde das geozentrische Koordinatensystem ECEF (Earth-Centered, Earth-Fixed) definiert. Es wird benutzt, da hier kein spezifisches Ellipsoid angegeben werden muss.